# Всесвіт
«Все́світ» (с укр. — «Весь мир», «Вселенная») — украинский общественно-политический и литературно-художественный иллюстрированный журнал иностранной литературы. Старейший литературный журнал Украины.

## История

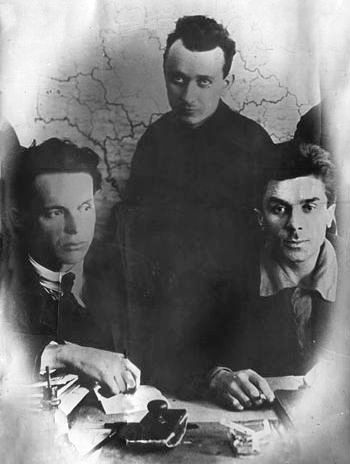
В редакции журнала «Всесвіт» (слева направо): Александр Довженко, Кость Гордиенко, Микола Хвылевой. Харьков, 1925

Учреждён в январе 1925 года Василием Элланом-Блакитным, Миколой Хвылевым и Александром Довженко. С января 1925 по октябрь 1934 года издавался в Харькове с периодичностью два раза в месяц, с июля 1958 года по настоящее время издаётся в Киеве. До конца XX века выпускался ежемесячно, сейчас выходит один раз в два месяца.
За время существования журнала на его страницах было опубликовано более 500 романов, тысячи поэтических сборников, повестей и драматургических произведений, тысячи статей, эссе, репортажей, интервью авторов из 105 стран мира в переводах с 84 языков.
До 1993 года неизменным принципом издания была публикация произведений иностранной литературы, переведённых на украинский язык, исключительно впервые на советском и постсоветском пространстве. В те времена журнал на украинском языке искали и читали люди различных национальностей, чтобы — пусть поверхностно, без основательного владения украинским языком — но ознакомиться с лучшими произведениями мировой литературы, которые предлагались в журнале. В этот период журнал «Всесвіт» играл ведущую роль в становлении не только украинской национальной, но и мировой культуры на всём советском и постсоветском пространстве.
На базе журнала «Всесвіт» была создана мощная школа украинского перевода и переводоведения. В журнале регулярно публиковались выдающиеся украинские писатели, критики, литературоведы и переводчики, в том числе Иван Билык, Иван Дзюба, Павел Загребельний, Дмитрий Затонский, Роман Лубкивский, Дмитрий Наливайко, Дмитрий Павлычко, Юрий Покальчук, Николай Рябчук, Вадим Скуратовский, Максим Стриха, Лесь Танюк и другие известные авторы.
В 1989 году журналом учреждена литературная премия Ars Translationis («Искусство перевода») имени Николая Лукаша, ежегодно присуждаемая лучшим украинским переводчикам.
Много лет главными редакторами журнала были писатель и публицист Алексей Полторацкий (1958—1970) и украинский литературовед Олег Микитенко (1986—2007).